# Nāşerīyeh
Nāşerīyeh (persiska: ناصریّه, Nāşerīyeh-ye Bālā) är en ort i Iran.   Den ligger i provinsen Kerman, i den centrala delen av landet, 700 km sydost om huvudstaden Teheran. Nāşerīyeh ligger 1 631 meter över havet och antalet invånare är 839.
Terrängen runt Nāşerīyeh är en högslätt. Runt Nāşerīyeh är det ganska glesbefolkat, med 42 invånare per kvadratkilometer. Närmaste större samhälle är Rafsanjān, 18,8 km nordväst om Nāşerīyeh. Trakten runt Nāşerīyeh är ofruktbar med lite eller ingen växtlighet.